# Wang Shishen
Wang Shishen (en xinès tradicional i simplificat: 汪士慎; en pinyin: Wāng Shìshèn), conegut també com a Jinren i Chaolin, fou un pintor xinès, poeta, artesà de segells (per a tinta) i cal·lígraf que va viure sota la dinastia Qing. Va néixer, segons les fonts, a Shexian o a Xiuning, província d'Anhui el 1686 i va morir el 1759(?). D'origen molt humil però dedicant-se a la pintura va deixar enrere la pobresa malgrat que es veia obligat a l'austeritat. Va residir a Yangzhou. La coneixença que va establir amb el comerciant Ma Yueguan va ser decisiva en la seva carrera. Molt amic de Jin Nong.
Va destacar com gran pintor de flors, especialment de prunera. També va ser notable pintant figures humanes i paisatges (pero escassos). Va estar influït per Shitao. Feia servir el pinzell sec. Va dedicar-se a la investigació artística. Va ser un membre del col·lectiu conegut en la història de l'art com “Els Vuit Excèntrics de Yangzhou”. Al Museu de Canton i al Metropolitan Museum of Art de Nova York hi ha pintures seves.